# Río Vío
El río Vío es un río costero del norte de la península ibérica que discurre por el occidente de la comunidad autónoma de Asturias, en España. 

## Curso
El Vío nace en la sierra de Vara, en el concejo de El Franco y desemboca en el Mar Cantábrico en Lleitavida tras un recorrido de entre 6,5 km. Atraviesa la pobllación de La Caridad

## Fauna
Según muestreos de pesca eléctrica acometidos entre los años 1997 y 2019, referencias bibliográficas y comunicaciones orales fidedignas, en el río Vío se han detectado especímenes de anguila y platija.